# Plethodon sequoyah
Plethodon sequoyah (Саламандра секвойна) — вид земноводних з роду Лісова саламандра родини Безлегеневі саламандри.

## Поширення
Поширена в США в районі штатів Оклахома (округ Мак-Кертн) і Арканзас (округ Севи).

## Опис
Довжина тіла без хвоста становить близько 7,8 см.